# Chrysolina kuesteri
Chrysolina kuesteri là một loài bọ cánh cứng trong họ Chrysomelidae. Loài này được Helliesen miêu tả khoa học năm 1912.